# Hawley (Texas)
Hawley es una ciudad ubicada en el condado de Jones en el estado estadounidense de Texas. En el Censo de 2010 tenía una población de 634 habitantes y una densidad poblacional de 83,35 personas por km².

## Geografía
Hawley se encuentra ubicada en las coordenadas 32°36′21″N 99°48′49″O / 32.60583, -99.81361. Según la Oficina del Censo de los Estados Unidos, Hawley tiene una superficie total de 7.61 km², de la cual 7.59 km² corresponden a tierra firme y (0.24%) 0.02 km² es agua.

## Demografía
Según el censo de 2010, había 634 personas residiendo en Hawley. La densidad de población era de 83,35 hab./km². De los 634 habitantes, Hawley estaba compuesto por el 94.48% blancos, el 0.16% eran afroamericanos, el 0.16% eran amerindios, el 0% eran asiáticos, el 0% eran isleños del Pacífico, el 2.68% eran de otras razas y el 2.52% pertenecían a dos o más razas. Del total de la población el 6.15% eran hispanos o latinos de cualquier raza.